# Lo straniero ha sempre una pistola
Lo straniero ha sempre una pistola (The Stranger Wore a Gun) è un film statunitense del 1953 diretto da André De Toth.
È un film western girato in 3-D con protagonisti Randolph Scott, Claire Trevor e Joan Weldon. È basato sul racconto del 1953 Yankee Gold di John W. Cunningham.

## Produzione
Il film, diretto da André De Toth su una sceneggiatura di Kenneth Gamet con il soggetto di John W. Cunningham (autore del romanzo), fu prodotto da Harry Joe Brown per la Columbia Pictures Corporation tramite la Scott-Brown Productions e girato in 3-D nelle Alabama Hills a Lone Pine, a Whitney Portal e nell'Iverson Ranch a Los Angeles, in California.

## Distribuzione
Il film fu distribuito negli Stati Uniti dal 30 luglio 1953 al cinema dalla Columbia Pictures. È stato poi pubblicato in DVD negli Stati Uniti dalla Sony Pictures Home Entertainment nel 2005.
Alcune delle uscite internazionali sono state:
- in Germania Ovest il 23 aprile 1954 (Der schweigsame Fremde)
- in Austria nel luglio del 1954 (Der schweigsame Fremde)
- in Francia il 4 novembre 1954
- in Francia il 18 marzo 1955 (Parigi)
- in Belgio il 5 agosto 1955 (De vreemdeling is gewapend e L'étranger est armé)
- in Spagna (El forastero iba armado)
- in Francia (Les massacreurs du Kansas)
- in Grecia (O agnostos me to oplo)
- in Turchia (Silahli yabanci)
- in Italia (Lo straniero ha sempre una pistola)

## Critica
Secondo il Morandini il film è "convenzionale" e diretto da un regista di western di serie B; le interpretazioni di Marvin e Borgnine si rivelano buone.